# Allgemeine Deutsche Arbeiterverbrüderung
Die Allgemeine Deutsche Arbeiterverbrüderung war während und nach der Revolution von 1848 die größte Arbeiterorganisation in Deutschland. Die Sammlungsbewegung verschiedener kleinerer Arbeitervereine gilt als einer der Ursprünge sowohl der politischen als auch der gewerkschaftlichen Arbeiterbewegung.

## Vorgeschichte

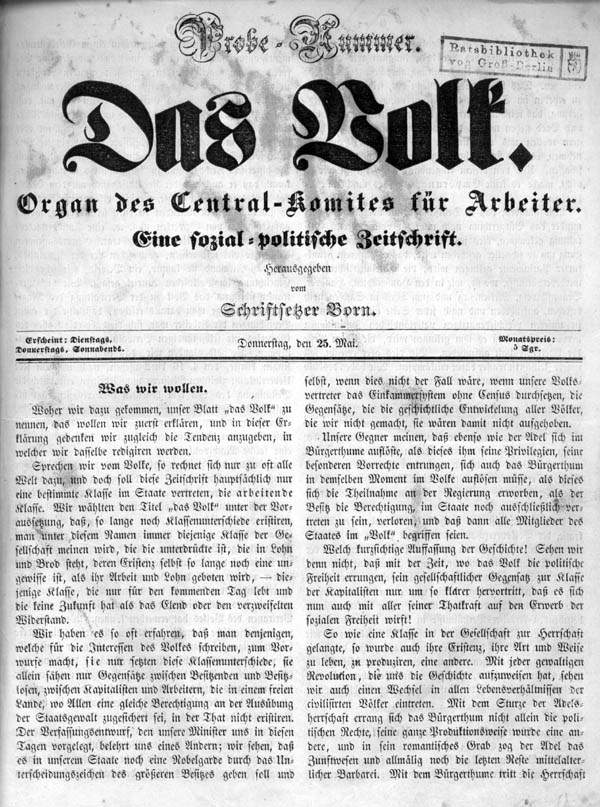
Das Volk (Probenummer)

Wenn von Arbeitern während der Revolution von 1848/1849 die Rede ist, sind damit nur in relativ geringem Umfang Fabrikarbeiter gemeint, die Masse der Arbeiter war in dieser Zeit noch Teil der kleingewerblich-handwerklichen Lebenswelt. An den ersten Organisationsversuchen waren daher vor allem die in ihrer Existenz gefährdeten Handwerksmeister und die Handwerksgesellen beteiligt. Die Allgemeine Arbeiterverbrüderung hatte daher Wurzeln sowohl in der Handwerker- als auch in der Arbeiterbewegung.
Dies zeigen auch die ersten Aktivitäten während der Revolution. Die Handwerker-Arbeiter trafen sich am 15. Juli 1848 in Frankfurt zum Allgemeinen Handwerker- und Gewerbekongress, um ihre Interessen am Sitz der Nationalversammlung zu artikulieren. Meister und Gesellen formulierten dort ihren Protest gegen den Siegeszug des Kapitalismus und der Industrialisierung, gegen die freie (marktwirtschaftliche) Konkurrenz und die Gewerbefreiheit. Dieser Kongress gilt als ein Sammlungsversuch sozialkonservativer Kräfte. Der Wortführer Karl Georg Winkelblech strebte die Wiedereinführung der Zünfte und eine staatliche kontrollierte Wirtschaft an.
Es zeigte sich aber bald, dass die Interessen von Meistern und Gesellen zu unterschiedlich waren. Da die Meister allein beraten wollten, organisierten die Gesellen einen Gegenkongress (20. Juli bis 20. September 1848). Für diesen spielten nicht die alten Gegensätze Meister-Geselle die zentrale gesellschaftliche Rolle, sondern bereits im sozialistischen Sinn der Gegensatz zwischen Kapitalisten und Arbeitern. Die Gesellen schlossen sich schließlich der Allgemeinen Arbeiterverbrüderung an.
In Berlin ging aus dem lokalen Arbeiterklub ein „Zentralkomitee der Arbeiter“ hervor, das zunächst vor allem eine Dachorganisation der entstehenden Gewerkschaften darstellte. In einer programmatischen Erklärung hieß es, dass die Arbeiter ihre Angelegenheiten selbst in die Hand nehmen wollten, um sie sich nicht mehr entreißen zu lassen; noch gebe es keine geschlossene Arbeiterklasse in Deutschland, aber in Zukunft wolle die Arbeiterklasse als eine „Macht im Staate“ dastehen; die Organisation der Arbeiter sei deshalb die erste Notwendigkeit. Das Komitee stellte in seiner Zeitschrift Das Volk Forderungen zu Gunsten der Arbeiter an die beiden Nationalversammlungen. Außerdem bereitete es einen Allgemeinen Arbeiterkongress vor.
Dieser fand vom 23. August bis 3. September 1848 in Berlin stand. Dort vertreten waren Arbeiterkomitees aus Hamburg, Berlin, Leipzig und Chemnitz. Hinzu kamen 31 Delegierte mit Schwerpunkten in Sachsen, den altpreußischen Provinzen und Norddeutschland. Die Versammlung beschloss unter anderem die Gründung der Allgemeinen Arbeiterverbrüderung. Neben allgemeinen Arbeitervereinen schloss sich auch der während der Revolution entstandene gewerkschaftsähnliche Verband der Zigarrenarbeiter der Organisation an.

## Organisation

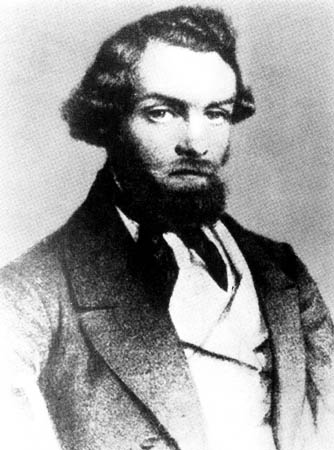
Stephan Born

Die Arbeiterverbrüderung wurde zur größten Vereinigung von Arbeitervereinen während und nach der Revolution. Mehr als 170 Vereine aus ganz Deutschland mit zusammen 15.000 Mitgliedern gehörten der Arbeiterverbrüderung an. In Preußen gab es 64 Vereine. Der Schwerpunkt lag mit 37 Vereinen und 58 % dabei eindeutig in der Rheinprovinz. Es folgten die Provinzen Brandenburg mit 7 und Westfalen mit 6 Vereinen. Gegliedert war die Organisation in Lokal- und Bezirkskomitees. An der Spitze stand ein Zentralkomitee zunächst in Berlin und später in Leipzig. Allerdings stellt Dieter Langewiesche fest, dass die Organisation der Arbeiterverbrüderung nicht sehr straff war. Die Funktion des Zentralkomitees bestand vor allem darin, durch persönliche Kontakte mit den örtlichen Arbeitervereinen und den regionalen Zusammenschlüssen die weitere Verbreitung der Vereine zu fördern. Die einzelnen Vereine blieben jedoch organisatorisch und letztlich auch programmatisch selbstständig. Eine wichtige Aufgabe der Zentrale war allerdings die Herausgabe der Zeitschrift Die Verbrüderung, diese wurde vor allem in Berlin viel gelesen, trug zu einer gemeinsamen Willensbildung und einem Zusammengehörigkeitsgefühl bei. Der Erfolg der Organisation geht dabei nicht zuletzt auf das Wirken von Stephan Born zurück.

## Ziele
Ein Grund für die Entstehung des Verbandes war die Feststellung, dass die Forderungen der Arbeiter in der Nationalversammlung nur auf geringe Resonanz stießen. Der Gründungskongress stellte daher programmatisch fest: „Wir Arbeiter müssen uns selbst helfen.“ Gleichwohl verfolgte die Organisation keinen antiparlamentarischen Kurs, sondern stellte sich ausdrücklich auf den Boden des bürgerlich-demokratischen Verfassungsprozesses. Ein wichtiges Ziel war denn auch die Anerkennung der Arbeiterorganisationen durch die Nationalversammlung. Daneben spielte die Selbsthilfe als Ergänzung der Politik der Nationalversammlungen in sozialpolitischen Fragen eine wichtige Rolle. Dazu gehörten Konsum- und Produktionsgenossenschaften, Unterstützungs- und Krankenkassen sowie die Förderung der Arbeiterbildung. Das Ziel war die Integration der Arbeiter in die politische Demokratie.
Dennoch gab es durchaus auch enge Beziehungen zu dem Bund der Kommunisten um Karl Marx. So gab es etwa eine Reihe von Doppelmitgliedschaften, in der Arbeiterverbrüderung wurde das Kommunistische Manifest rezipiert, und Stephan Born schlug sogar eine Arbeitsteilung zwischen beiden Organisationen vor. Danach sollte sich der Kommunistenbund vor allem um die Programmatik kümmern, während die Arbeiterverbrüderung für die praktische Organisation zuständig sein sollte. Später wandte sich Born und mit ihm die Arbeiterverbrüderung von der Linie des Bundes der Kommunisten ab und vertrat eher sozialreformerische Positionen. Wohl nicht zufällig wurde in den Veröffentlichungen des Verbandes nun häufig der Begriff Social-Demokrat verwendet. „Übrigens aber, und unsere Brüder, die Arbeiter, mögen es wohl wissen, wir verwerfen den Aufruhr und protestieren gegen jede Unordnung. Wir verschwören uns nicht gegen die bestehende Regierung, wir wollen nur, dass man uns einen Platz einräumte in dem gemeinsamen Vaterlande.“
In einer Petition an die Frankfurter Nationalversammlung forderte die Verbrüderung unter anderem:
1. Bestimmung des Minimums des Arbeitslohnes und der Arbeitszeit durch Kommissionen von Arbeitern und Meistern oder Arbeitgebern.
2. Verbindung der Arbeiter zur Aufrechterhaltung des festgesetzten Lohnes.
3. Aufhebung der indirekten Steuern, Einführung progressiver Einkommensteuer mit Steuerfreiheit derjenigen, die nur das Nötigste zum Leben haben.
4. Der Staat übernimmt den unentgeltlichen Unterricht und, wo es nötig ist, die unentgeltliche Erziehung der Jugend mit Berücksichtigung ihrer Fähigkeiten.
5. Unentgeltliche Volksbibliotheken.
9. Beschäftigung der Arbeitslosen in Staatsanstalten, und zwar sorgt der Staat für eine ihren menschlichen Bedürfnissen angemessene Existenz.

## Das Ende der Bewegung
Trotz ihrer reformerischen Haltung war die Arbeiterverbrüderung auch an der Reichsverfassungskampagne stark beteiligt, ging es doch um die Verteidigung der im März 1848 erreichten Errungenschaften. Ihr Anführer Born war auch aktiv am Dresdner Maiaufstand beteiligt. Im Jahr 1850 verständigten sich die Regierungen Preußens, Sachsens und Bayerns über eine Verfolgung der Arbeiterverbrüderung, die man für eine „Pflanzstätte des Kommunismus“ hielt.
Auf einem illegalen Kongress in Leipzig im selben Jahr wurde ein neues Zentralkomitee ohne festen Sitz gewählt, das abwechselnd in Bremen und Hamburg tagen sollte. Das Betätigungsgebiet der Verbrüderung wurde in der Folge immer stärker eingeschränkt, in Bayern wurde die Organisation im Sommer 1850 verboten, dem folgte dasselbe in Sachsen. Außerdem musste die Verbandszeitschrift ihr Erscheinen einstellen. Dennoch konnte sich die Arbeiterverbrüderung bis zum allgemeinen Verbot der Arbeitervereine 1854 halten. Die Arbeiterverbrüderung verlagerte nach der Niederlage der Revolution ihr Handeln von politischen Forderungen auf die soziale Selbsthilfe. In Hinblick auf die sich in den 1860er Jahren neu konstituierende Arbeiterbewegung hat insbesondere Toni Offermann eine beachtliche Kontinuität zwischen Orten feststellen können, in denen 1848–1854 die Arbeiterverbrüderung und in denen später der Allgemeine Deutsche Arbeiterverein oder der Vereinstag Deutscher Arbeitervereine aktiv waren.